# Горбачевський Іван Якович
Іва́н Я́кович Горбаче́вський гербу Корчак (15 травня 1854, с. Зарубинці, нині Тернопільський район Тернопільської області — 24 травня 1942, Прага) — український хімік, біохімік, гігієніст та епідеміолог, термінограф, громадсько-політичний, освітній діяч. Академік ВУАН (1925 р.), дійсний член НТШ. Іван Горбачевський — кандидат на Нобелівську премію з фізіології та медицини 1911 року. Брат Антіна Горбачевського.

## Життєпис

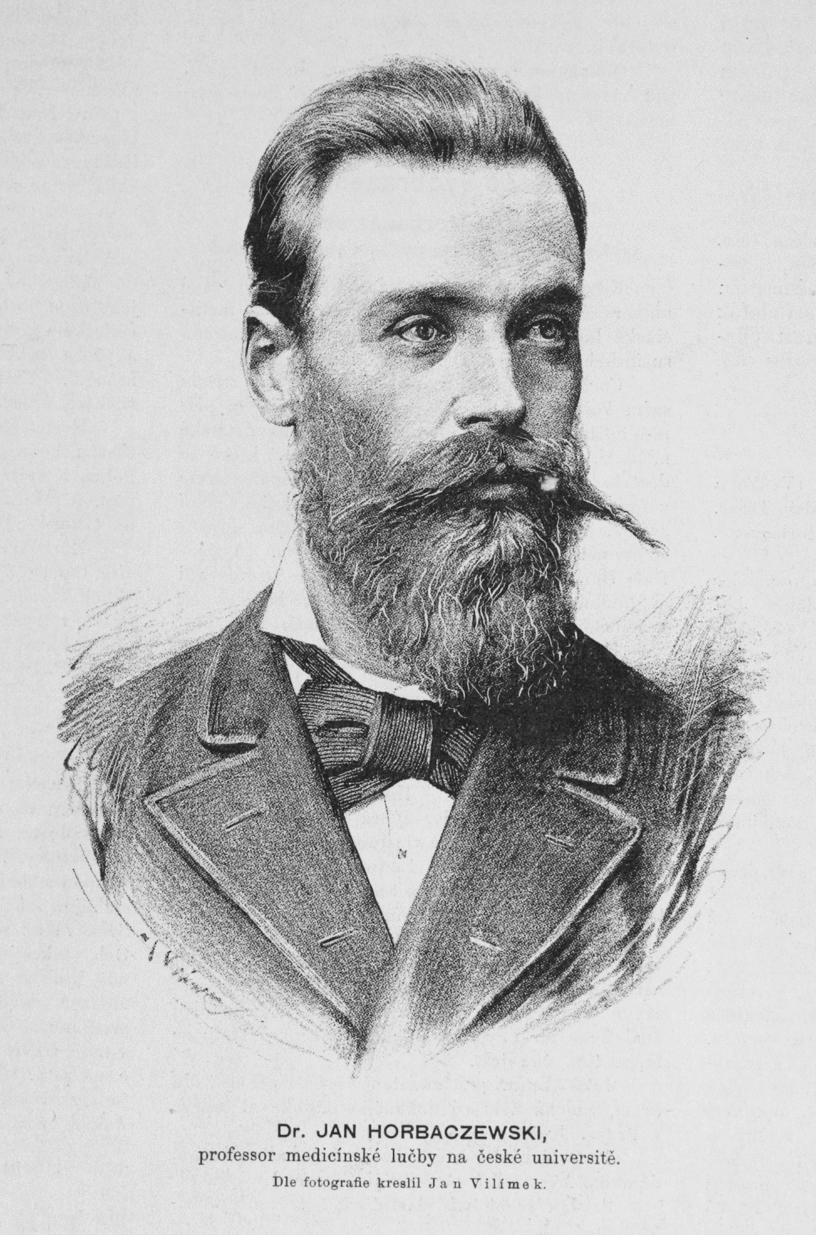
Іван Горбачевський, 1886

Іван Горбачевський народився 15 травня 1854 року в с. Зарубинцях, нині Тернопільського району Тернопільської області, Україна (тоді Королівство Галичини та Володимирії, Австрійська імперія) у сім'ї священика УГКЦ, пароха Збаража о. Якова Горбачевського (1817—14.7.1875, Збараж) гербу Корчак.
Закінчив Першу тернопільську класичну гімназію, під час навчання в якій став одним з перших членів гуртка «Громада», заснованого учнем 6 класу Іваном Пулюєм у січні 1863 року.
Вивчав медицину у Віденському університеті (закінчив 1877 року, отримав ступінь доктора медицини). Під час навчання голова студентського товариства «Січ» (1875—1877 роки).
У 1883—1917 роках упродовж 35-ти років був професором кафедри лікарської хімії Карлового університету в Празі. 1902—1903 роки (або 1903—1904 роки) ректор Карлового університету; декан медичного факультету в 1889—1890, 1894—1895, 1904—1905, 1911—1912 роках.
Разом з Іваном Пулюєм організував товариство «Українська громада» у Празі, створив фонд допомоги студентам.
Протягом 1906—1917 років член Найвищої Державної Санітарної Ради в Чеському королівстві, з 1908 — радник цісарського двору, член Палати шляхти австро-угорського парламенту, 1917—1918 рр. перший етнічний українець — міністр охорони здоров'я Австро-Угорщини. З 1910 року почесний президент Українського лікарського товариства. У 1918 брав участь у діяльності Укр. парламент. репрезентації, зокрема у нараді щодо нац. держ. самовизначення Сх. Галичини. З 1919 року професор Українського вільного університету Відня, Праги (з 1921 р.). З 1924 року ректор Українського вільного університету.
У жовтні 1926 очолив оргкомітет Першого українського наукового з'їзду, який відбувся у Празі.
Помер 24 травня 1942 року у Празі, похований з родиною поблизу костелика св. Матея на празькому цвинтарі «Шарка» (чеськ. Šárka).

## Доробок

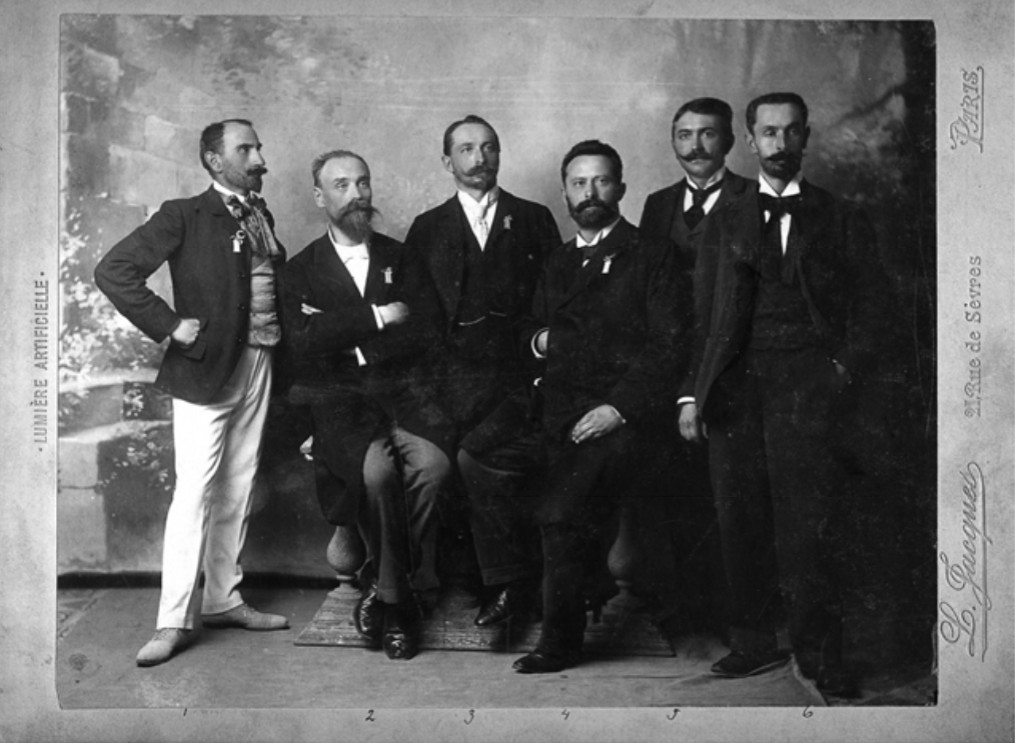
Делегати ХІІІ Міжнародного конгресу лікарів. Париж, 1900 р. Зліва направо: Володимир Сіменович, Іван Горбачевський, Є. Кобринський, В. Кобринський, Теофіл Гвоздецький, В. Шмігельський

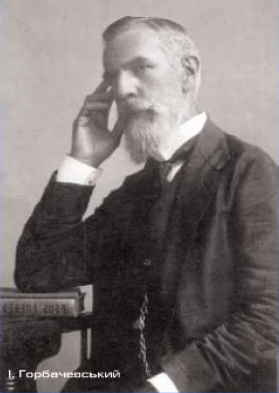
Іван Горбачевський

Автор понад сорока ґрунтовних наукових праць переважно експериментального характеру з біологічної хімії.
Перша ж наукова праця «Синтез сечової кислоти» (1882 р.) принесла Горбачевському наукове визнання. Вперше у світі 28-літній українець синтезував сечову кислоту з гліцину, що до того не вдавалося нікому, хоча над цим питанням працювали всесвітньо відомі науковці, зокрема Е. Фішер, В. Траубе, О. Розен та інші.
Одним з перших вказав, що амінокислоти є складовими білків; встановив шляхи утворення сечової кислоти в організмі. Відкрив фермент ксантиноксидазу (1888 р.). Його заслугою стало також те, що запропонував нову методику визначення місткості азоту в сечі та інших речовинах.
Один із фундаторів української хімічної термінології на народній основі (праця «Увага о термінольоґії хемічній» (1905)).
Підготував 2 томи підручника орґанічної та неорґанічної хімії українською мовою; І-й «Орґанічна хімія» опублікований 1924 року в Празі.
За значні наукові заслуги вченого пошановано званням дійсного члена ВУАН (з 1925 р.) в Радянській Україні, дійсний член НТШ (1899 р.).
Написав 4-томний підручник лікарської хімії чеською мовою (1904—1908 роки).
Є одним зі співавторів Наукової енциклопедії Отто (чеськ. Ottův slovník naučný) — найбільшої енциклопедії чеською мовою.
Іван Горбачевський став засновником міністерства і першим міністром здоров'я Австро-Угорщини. Більше того, це міністерство, яке спеціалізувалося винятково на охороні здоров'я, стало першим в Європі і світі. За проектом розбудови та програми дії цього міністерства пізніше розбудувалися міністерства здоров'я Англії, Франції та інших держав.

## Вшанування
- 1992 р. Тернопільський медичний інститут названий іменем Івана Горбачевського;
- На фасаді ТНМУ встановлено пам'ятну таблицю;
- У Львові та Івано-Франківську є вулиця Горбачевського;
- Школа в рідному селі Зарубинці названа іменем Івана Горбачевського[11];
- Там само діє Музей-садиба Івана Горбачевського;
- Міжнародний рік Івана Горбачевського, проголошений ЮНЕСКО (2004);
- Від 2004 року в музеї-садибі в Зарубинцях (Тернопільська область) проводять «Горбачевські читання»; викладачі й студенти ТНМУ виступають із доповідями, повідомленнями та спогадами про видатного вченого[20].
- Пам'ятник І. Я. Горбачевському на біля корпусу Тернопільського державного медичного університету на вул. Руській (2004, скульптор — О. Маляр архітектор — Р. Білик);
- Поштова марка, присвячена 150-річчю (наклад — 649 тис. штук, 2004);
- Інфекційна лікарня ім. Горбачевського в м. Херсоні.

## Світлини

Пам'ятник Горбачевському в Тернополі
Меморіальна дошка Івана Горбачевського на вулиці Горбачевського у Львові
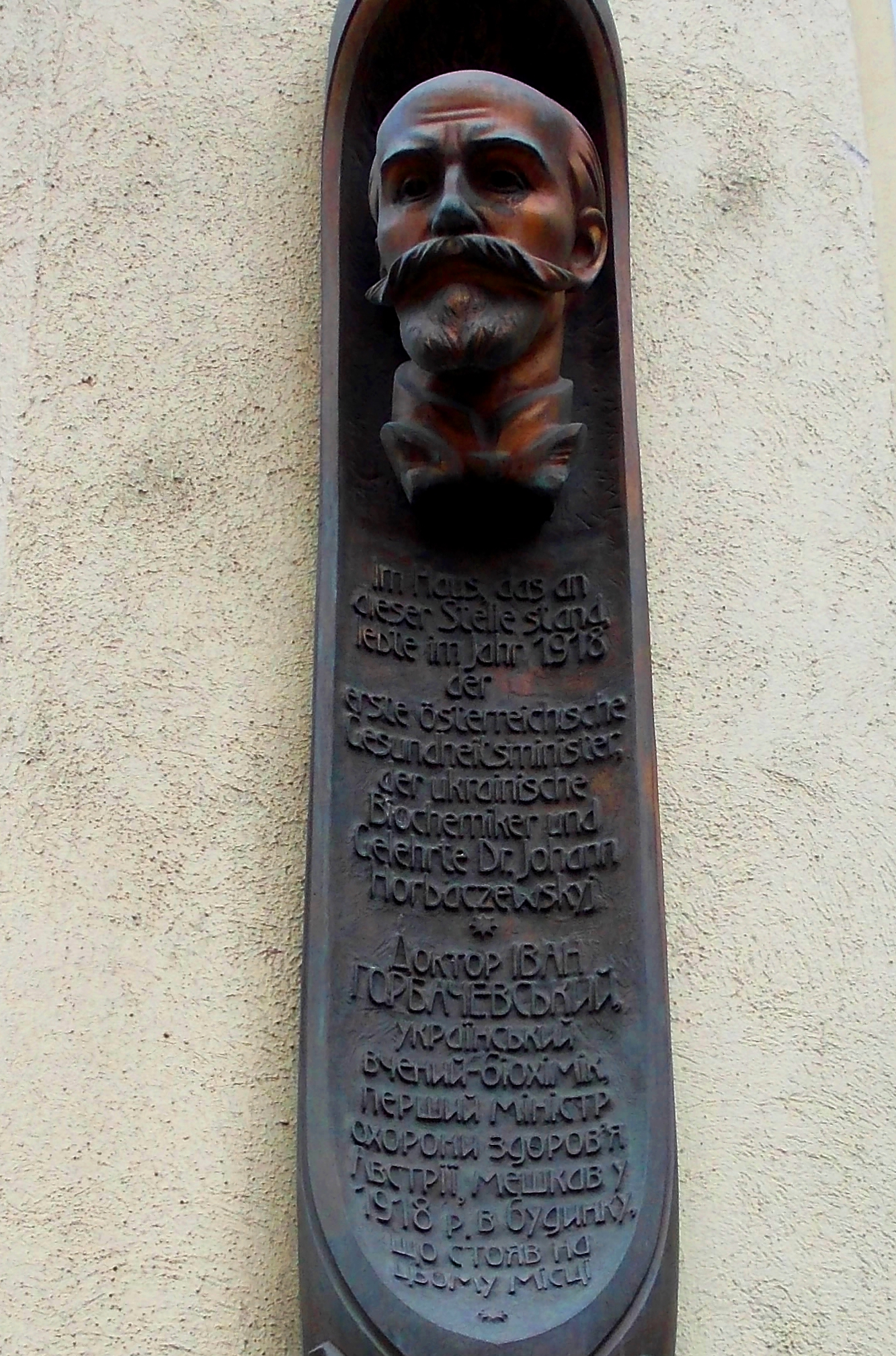
Меморіальна дошка Іванові Горбачевському у Відні